# Andreas Stockmann
Andreas Stockmann (* 9. Juni 1962 in Dessau) ist ein deutscher MMA-Trainer und der Leiter der FFA. Außerdem war er ein erfolgreicher Jiu-Jitsu-Kämpfer und professioneller MMA-Kämpfer.

## Biografie
Stockmann begann im Alter von sechs Jahren Judo (1. Kyū) zu trainieren. Anschließend trainierte er auch Ringen, Karate (1. Kyū), Ju-Jutsu (1. Kyū), Muay Thai, Jiu-Jitsu, Brazilian Jiu-Jitsu, Grappling und Mixed Martial Arts. Er wurde Mitglied der Shidokan-Karate Nationalmannschaft und der deutschen Brazilian Jiu-Jitsu Nationalmannschaft. Außerdem war er Profi-MMA-Kämpfer. Stockmann besitzt Trainerlizenzen im Karate, Kiu-Kitsu, Grappling, Mixed Martial Arts und Selbstverteidigung. In der FFA ist er Ausbildungsleiter und unter anderem zuständig für die Ausbildung der Instructoren und Kampfrichter.
Nach erfolgreichem Abschluss der Polytechnischen Oberschule und einer Lehre als Baumaschinist trat er in eine Sondereinheit der NVA ein. Dort wurde er Nahkampfausbilder. Schon in der Armeezeit löste er sich vom DDR-Regime, stellte einen Ausreiseantrag und versuchte eine Flucht in die Botschaft der USA. Später glückte die Flucht über die Wälder der Tschechoslowakei nach Deutschland.
Von 1989 bis 2000 war er selbstständig als Personenschützer, Sicherheitsberater, Selbstverteidigungsausbilder für Industrie- und Sicherheitsunternehmen. Seit 2001 ist er hauptberuflicher Kampfsporttrainer und hatte bis 2005 seine eigene Kampfsportschule in Ulm. Zurzeit ist er als Trainer im Iron Fist Gym Wien tätig und fungiert dort als Headcoach im Team Stockmann für die österreichischen MMA-Kämpfer Gerald Turek und Nandor Guelmino. Außerdem ist er Präsident der FFA.
1999 wurde Stockmann deutscher Vizemeister im Kyokushinkai Karate, 1993, 1997 und 1998 Deutscher Meister im Mixed Martial Arts und Vollkontakt-Jiu-Jitsu, sowie 1994 und 1998 Europameister in diesen Disziplinen. 2003 erreichte er bei den Deutschen Meisterschaften im Brazilian Jiu-Jitsu den dritten Platz. Auf Grundlage der Statistiken der deutschen Kämpfe innerhalb der MMA-Szene wurde er 2003 als erfolgreichster MMA-Trainer Deutschlands geehrt.